# 효선국민학교 빙계분교
효선국민학교 빙계분교는 경상북도 의성군 춘산면에 있었던 국민학교 분교이다.

## 연혁
- 1944년 3월 22일 효선공립국민학교 빙계분교 설립 인가
- 1944년 4월 1일 빙계분교장 개교
- 일자미상 효선국민학교 빙계분교 개편
- 1983년 3월 1일 폐교 및 효선국민학교 통폐합